# Saison 1991 de l'ATP
Cet article traite de la saison 1991 masculine. Pour la saison 1991 féminine, voir Saison 1991 de la WTA.
Vainqueurs des tournois majeurs
La saison 1991 du tennis masculin est constituée de 83 tournois, répartis en plusieurs catégories :
- 76 organisés par l'ATP :
  - les Championship Series Single Week, au nombre de 9
  - les Championship Series, au nombre de 13
  - les World Series, au nombre de 52
  - l'ATP World Tour Championship, organisé à la fin de la saison avec les 8 meilleurs joueurs/paires du classement ATP (Masters Cup)
  - la World Team Cup

- 7 organisés par l'ITF
  - les 4 tournois du Grand Chelem
  - la Coupe Davis
  - la Coupe du Grand Chelem, le deuxième Masters réunissant les seize meilleurs joueurs de la saison sur les quatre levées du Grand Chelem (en simple uniquement)
  - la Hopman Cup, tournoi mixte organisé en début de saison en Australie

## Résumé de la saison
En début de saison, Ivan Lendl ne parvient pas à remporter un 3e Open d'Australie consécutif, battu en finale par Boris Becker. L'Allemand remporte son 5e tournoi majeur, bat pour la 5e fois consécutive Lendl dans un tournoi majeur et devient numéro 1 mondial pour la 1re fois de sa carrière (pour 3 semaines). La tournée américaine est ensuite dominée par un joueur américain inconnu de 20 ans, Jim Courier, qui remporte les tournois d'Indian Wells (difficilement face à Guy Forget) et de Miami.
La saison sur terre battue ne permet pas de dégager un favori pour Roland-Garros. Sergi Bruguera, vainqueur à Monte-Carlo et Andre Agassi, finaliste l'année précédente, sont les noms les plus souvent cités. C'est finalement Courier qui, prouvant ainsi sa polyvalence, remporte le tournoi en dominant en finale Agassi, qui perd ainsi pour la 3e fois en 3 finales de Grand Chelem.
À Wimbledon, tout le monde attend une 4e finale consécutive entre Stefan Edberg et Becker. Mais Michael Stich, joueur allemand de 22 ans, ne l'entend pas de cette oreille. Il domine coup sur coup Edberg en demi et Becker en finale pour s'adjuger le titre, alors que Becker se console en récupérant la 1re place mondiale.
À l'US Open, Jimmy Connors, 39 ans, ancien quintuple vainqueur, parvient à se qualifier pour sa 14e demi-finale à l'US Open, sa 1re depuis 1987, avec notamment un match d'anthologie contre Aaron Krickstein en 1/8 de finale. Jim Courier, tombeur du tenant du titre Pete Sampras et de Connors, s'incline en finale face à Edberg, qui remporte là son 1er US Open, récupérant du même coup sa 1re place mondiale.
En remportant le Masters de Bercy, Forget obtient sa 1re qualification pour les Masters, tournoi remporté par Sampras (en l'absence d'Edberg) qui sauve ainsi sa saison. 

## Classements

### Evolution du top 10
| Rang | Évolution        | Nom  | Points |
| ---- | ---------------- | ---- | ------ |
| 1    | Stefan Edberg    | 3889 |        |
| 2    | Boris Becker     | 3528 |        |
| 3    | Ivan Lendl       | 2581 |        |
| 4    | Andre Agassi     | 2398 |        |
| 5    | Pete Sampras     | 1888 |        |
| 6    | Andrés Gómez     | 1680 |        |
| 7    | Thomas Muster    | 1654 |        |
| 8    | Emilio Sánchez   | 1564 |        |
| 9    | Goran Ivanišević | 1514 |        |
| 10   | Brad Gilbert     | 1451 |        |

| Rang | Évolution       | Nom  | Points |
| ---- | --------------- | ---- | ------ |
| 1    | Danie Visser    | 2192 |        |
| 1    | Pieter Aldrich  | 2192 |        |
| 3    | Jim Pugh        | 2134 |        |
| 4    | Guy Forget      | 2112 |        |
| 5    | Rick Leach      | 2069 |        |
| 6    | David Pate      | 2053 |        |
| 7    | Mark Kratzmann  | 2031 |        |
| 8    | Scott Davis     | 2013 |        |
| 9    | Emilio Sánchez  | 1936 |        |
| 10   | Grant Connell   | 1925 |        |
| 10   | Glenn Michibata | 1925 |        |

| Rang | Nom             | Points        |      |
| ---- | --------------- | ------------- | ---- |
| 1    | en stagnation   | Stefan Edberg | 3515 |
| 2    | en augmentation | Jim Courier   | 3205 |
| 3    | en diminution   | Boris Becker  | 2822 |
| 4    | en augmentation | Michael Stich | 2675 |
| 5    | en diminution   | Ivan Lendl    | 2565 |
| 6    | en diminution   | Pete Sampras  | 2492 |
| 7    | en augmentation | Guy Forget    | 2392 |
| 8    | en augmentation | Karel Nováček | 1599 |
| 9    | en augmentation | Petr Korda    | 1570 |
| 10   | en diminution   | Andre Agassi  | 1519 |

| Rang | Nom             | Points            |      |
| ---- | --------------- | ----------------- | ---- |
| 1    | en augmentation | John Fitzgerald   | 3452 |
| 2    | en augmentation | Anders Järryd     | 3346 |
| 3    | en augmentation | David Pate        | 2354 |
| 4    | en augmentation | Scott Davis       | 2336 |
| 5    | en augmentation | Ken Flach         | 2183 |
| 6    | en augmentation | Robert Seguso     | 2121 |
| 7    | en augmentation | Todd Woodbridge   | 2086 |
| 8    | en augmentation | Glenn Michibata   | 2066 |
| 9    | en augmentation | Patrick Galbraith | 1900 |
| 10   | en stagnation   | Grant Connell     | 1877 |

### Statistiques du top 20
| N° | Joueur            | Pays | Evolution                       |
| -- | ----------------- | ---- | ------------------------------- |
| 1  | Stefan Edberg     |      | en augmentation · en stagnation |
| 2  | Jim Courier       |      | +21                             |
| 3  | Boris Becker      |      | −1                              |
| 4  | Michael Stich     |      | +34                             |
| 5  | Ivan Lendl        |      | −2                              |
| 6  | Pete Sampras      |      | −1                              |
| 7  | Guy Forget        |      | +9                              |
| 8  | Karel Nováček     |      | +27                             |
| 9  | Petr Korda        |      | +30                             |
| 10 | Andre Agassi      |      | −6                              |
| 11 | Sergi Bruguera    |      | +20                             |
| 12 | Magnus Gustafsson |      | +20                             |
| 13 | Derrick Rostagno  |      | +36                             |
| 14 | Emilio Sánchez    |      | −5                              |
| 15 | Michael Chang     |      | en stagnation                   |
| 16 | Goran Ivanišević  |      | −8                              |
| 17 | David Wheaton     |      | +9                              |
| 18 | Goran Prpić       |      | +39                             |
| 19 | Brad Gilbert      |      | −9                              |
| 20 | Jakob Hlasek      |      | −3                              |

## Palmarès
| Catégorie                           |
| ----------------------------------- |
| Grand Chelem                        |
| ATP Tour World Championships        |
| ATP Championship Series Single Week |
| ATP Championship Series             |
| ATP World Series                    |

### Simple
| No | Date       | Nom et lieu du tournoi                                                      | Catégorie              | Dotation    | Surface         | Vainqueur              | Finaliste              | Score                    | [ 1 ]   |
| -- | ---------- | --------------------------------------------------------------------------- | ---------------------- | ----------- | --------------- | ---------------------- | ---------------------- | ------------------------ | ------- |
| 1  | 31/12/1990 | Australian Men's Hardcourt Championships, Adélaïde                          | World Series           | 150 000 $   | Dur (ext.)      | Nicklas Kulti          | Michael Stich          | 6-3, 1-6, 6-2            |         |
| 2  | 31/12/1990 | BP National Championships, Wellington                                       | World Series           | 150 000 $   | Dur (ext.)      | Richard Fromberg       | Lars Jonsson           | 6-1, 6-4, 6-4            |         |
| 3  | 07/01/1991 | Benson and Hedges Open, Auckland                                            | World Series           | 150 000 $   | Dur (ext.)      | Karel Nováček          | Jean-Philippe Fleurian | 7-65, 7-64               |         |
| 4  | 07/01/1991 | Holden New South Wales Open, Sydney                                         | World Series           | 225 000 $   | Dur (ext.)      | Guy Forget             | Michael Stich          | 6-3, 6-4                 | Tableau |
| 5  | 14/01/1991 | Ford Australian Open, Melbourne                                             | G. Chelem              | 2 023 760 $ | Dur (ext.)      | Boris Becker           | Ivan Lendl             | 1-6, 6-4, 6-4, 6-4       | Tableau |
| 6  | 04/02/1991 | Muratti Time Indoor, Milan                                                  | Championship Series    | 540 000 $   | Moquette (int.) | Alexander Volkov       | Cristiano Caratti      | 6-1, 7-5                 |         |
| 7  | 04/02/1991 | Volvo Pacific Coast Open, San Francisco                                     | World Series           | 225 000 $   | Dur (ext.)      | Darren Cahill          | Brad Gilbert           | 6-2, 3-6, 6-4            |         |
| 8  | 04/02/1991 | Chevrolet Classic, Guarujá                                                  | World Series           | 125 000 $   | Dur (ext.)      | Patrick Baur           | Fernando Roese         | 6-2, 6-3                 |         |
| 9  | 11/02/1991 | Belgian Indoor Championship, Bruxelles                                      | Championship Series    | 465 000 $   | Moquette (int.) | Guy Forget             | Andrei Cherkasov       | 6-3, 7-5, 3-6, 7-65      |         |
| 10 | 11/02/1991 | Ebel U.S. Pro Indoor, Philadelphie                                          | Championship Series    | 825 000 $   | Moquette (int.) | Ivan Lendl             | Pete Sampras           | 5-7, 6-4, 6-4, 3-6, 6-3  |         |
| 11 | 18/02/1991 | Volvo U.S. National Indoor, Memphis                                         | Championship Series    | 600 000 $   | Dur (int.)      | Ivan Lendl             | Michael Stich          | 7-5, 6-3                 |         |
| 12 | 18/02/1991 | Eurocard Open, Stuttgart                                                    | Championship Series    | 825 000 $   | Moquette (int.) | Stefan Edberg          | Jonas Svensson         | 6-2, 3-6, 7-5, 6-2       |         |
| 13 | 25/02/1991 | ABN World Tennis Tournament, Rotterdam                                      | World Series           | 450 000 $   | Moquette (int.) | Omar Camporese         | Ivan Lendl             | 3-6, 7-64, 7-64          |         |
| 14 | 25/02/1991 | Chicago Grand Prix, Chicago                                                 | World Series           | 225 000 $   | Moquette (int.) | John McEnroe           | Patrick McEnroe        | 3-6, 6-2, 6-4            |         |
| 15 | 04/03/1991 | Copenhagen Open, Copenhague                                                 | World Series           | 125 000 $   | Moquette (int.) | Jonas Svensson         | Anders Järryd          | 65-7, 6-2, 6-2           |         |
| 16 | 04/03/1991 | Newsweek Champions Cup and the Virginia Slims of Palm Springs, Indian Wells | Championship Series SW | 750 000 $   | Dur (ext.)      | Jim Courier            | Guy Forget             | 4-6, 6-3, 4-6, 6-3, 7-64 | Tableau |
| 17 | 11/03/1991 | Lipton International Players Championships, Key Biscayne                    | Championship Series SW | 1 200 000 $ | Dur (ext.)      | Jim Courier            | David Wheaton          | 4-6, 6-3, 6-4            | Tableau |
| 18 | 01/04/1991 | Salem Open, Hong Kong                                                       | World Series           | 234 000 $   | Dur (ext.)      | Richard Krajicek       | Wally Masur            | 6-2, 3-6, 6-3            |         |
| 19 | 01/04/1991 | Prudential-Bache Securities Classic, Orlando                                | World Series           | 225 000 $   | Terre (ext.)    | Andre Agassi           | Derrick Rostagno       | 6-2, 1-6, 6-3            |         |
| 20 | 01/04/1991 | Estoril Open, Estoril                                                       | World Series           | 337 500 $   | Terre (ext.)    | Sergi Bruguera         | Karel Nováček          | 7-67, 6-1                |         |
| 21 | 08/04/1991 | Suntory Japan Open Tennis Championships, Tokyo                              | Championship Series    | 825 000 $   | Dur (ext.)      | Stefan Edberg          | Ivan Lendl             | 6-1, 7-5, 6-0            |         |
| 22 | 08/04/1991 | Torneo Godó, Barcelone                                                      | Championship Series    | 510 000 $   | Terre (ext.)    | Emilio Sánchez         | Sergi Bruguera         | 6-4, 7-67, 6-2           |         |
| 23 | 15/04/1991 | KAL Cup Korea Open, Séoul                                                   | World Series           | 140 000 $   | Dur (ext.)      | Patrick Baur           | Jeff Tarango           | 6-4, 1-6, 7-65           |         |
| 24 | 15/04/1991 | Philips Open, Nice                                                          | World Series           | 225 000 $   | Terre (ext.)    | Martín Jaite           | Goran Prpić            | 3-6, 7-61, 6-3           |         |
| 25 | 22/04/1991 | Monte-Carlo Volvo Open, Roquebrune-Cap-Martin                               | Championship Series SW | 750 000 $   | Terre (ext.)    | Sergi Bruguera         | Boris Becker           | 5-7, 6-4, 7-66, 7-64     | Tableau |
| 26 | 22/04/1991 | Epson Super Tennis Tournament, Singapour                                    | World Series           | 215 000 $   | Dur (ext.)      | Jan Siemerink          | Gilad Bloom            | 6-4, 6-3                 |         |
| 27 | 29/04/1991 | BMW Open, Munich                                                            | World Series           | 225 000 $   | Terre (ext.)    | Magnus Gustafsson      | Guillermo Pérez Roldán | 3-6, 6-3, 4-3 ab.        | Tableau |
| 28 | 29/04/1991 | USTA Clay Court Championships of Tampa, Tampa                               | World Series           | 225 000 $   | Terre (ext.)    | Richey Reneberg        | Petr Korda             | 4-6, 6-4, 6-2            |         |
| 29 | 29/04/1991 | Madrid Tennis Grand Prix, Madrid                                            | World Series           | 450 000 $   | Terre (ext.)    | Jordi Arrese           | Marcelo Filippini      | 6-2, 6-4                 |         |
| 30 | 06/05/1991 | ATP German Open, Hambourg                                                   | Championship Series SW | 750 000 $   | Terre (ext.)    | Karel Nováček          | Magnus Gustafsson      | 6-3, 6-3, 5-7, 0-6, 6-1  |         |
| 31 | 06/05/1991 | U.S. Men's Clay Court Championships, Charlotte                              | World Series           | 215 000 $   | Terre (ext.)    | Jaime Yzaga            | Jimmy Arias            | 6-3, 7-5                 |         |
| 32 | 13/05/1991 | Internazionali d'Italia, Rome                                               | Championship Series SW | 1 002 000 $ | Terre (ext.)    | Emilio Sánchez         | Alberto Mancini        | 6-3, 6-1, 3-0 ab.        |         |
| 33 | 13/05/1991 | Yugoslavia Open, Umag                                                       | World Series           | 215 000 $   | Terre (ext.)    | Dimitri Poliakov       | Javier Sánchez         | 6-4, 6-4                 |         |
| 34 | 20/05/1991 | Internazionali di Carisbo, Bologne                                          | World Series           | 225 000 $   | Terre (ext.)    | Paolo Canè             | Jan Gunnarsson         | 5-7, 6-3, 7-5            |         |
| 35 | 27/05/1991 | Roland-Garros, Paris                                                        | G. Chelem              | 3 481 550 $ | Terre (ext.)    | Jim Courier            | Andre Agassi           | 3-6, 6-4, 2-6, 6-1, 6-4  | Tableau |
| 36 | 10/06/1991 | Internazionali di Firenze, Florence                                         | World Series           | 225 000 $   | Terre (ext.)    | Thomas Muster          | Horst Skoff            | 6-2, 62-7, 6-4           |         |
| 37 | 10/06/1991 | Stella Artois Championships, Londres                                        | World Series           | 450 000 $   | Gazon (ext.)    | Stefan Edberg          | David Wheaton          | 6-2, 6-3                 |         |
| 38 | 10/06/1991 | Continental Grass Court Championships, Bois-le-Duc                          | World Series           | 225 000 $   | Gazon (ext.)    | Christian Saceanu      | Michiel Schapers       | 6-1, 3-6, 7-5            |         |
| 39 | 17/06/1991 | Campionati Internazionali di Puglia, Gênes                                  | World Series           | 225 000 $   | Terre (ext.)    | Carl-Uwe Steeb         | Jordi Arrese           | 6-3, 6-4                 |         |
| 40 | 17/06/1991 | Direct Line Insurance Open, Manchester                                      | World Series           | 225 000 $   | Gazon (ext.)    | Goran Ivanišević       | Pete Sampras           | 6-4, 6-4                 |         |
| 41 | 24/06/1991 | The Championships, Wimbledon                                                | G. Chelem              | 3 460 438 $ | Gazon (ext.)    | Michael Stich          | Boris Becker           | 6-4, 7-64, 6-4           | Tableau |
| 42 | 08/07/1991 | Volvo Hall of Fame Championships, Newport                                   | World Series           | 150 000 $   | Gazon (ext.)    | Bryan Shelton          | Javier Frana           | 3-6, 6-4, 6-4            |         |
| 43 | 08/07/1991 | Swedish Open, Bastad                                                        | World Series           | 225 000 $   | Terre (ext.)    | Magnus Gustafsson      | Alberto Mancini        | 6-1, 6-2                 |         |
| 44 | 08/07/1991 | Rado Swiss Open, Gstaad                                                     | World Series           | 275 000 $   | Terre (ext.)    | Emilio Sánchez         | Sergi Bruguera         | 6-1, 6-4, 6-4            |         |
| 45 | 15/07/1991 | Mercedes Cup, Stuttgart                                                     | Championship Series    | 825 000 $   | Terre (ext.)    | Michael Stich          | Alberto Mancini        | 1-6, 7-69, 6-4, 6-2      |         |
| 46 | 15/07/1991 | Sovran Bank Classic, Washington, D.C.                                       | Championship Series    | 455 000 $   | Dur (ext.)      | Andre Agassi           | Petr Korda             | 6-3, 6-4                 |         |
| 47 | 22/07/1991 | Dutch Open, Hilversum                                                       | World Series           | 215 000 $   | Terre (ext.)    | Magnus Gustafsson      | Jordi Arrese           | 5-7, 7-62, 2-6, 6-1, 6-0 |         |
| 48 | 22/07/1991 | Player's Canadian Open, Montréal                                            | Championship Series SW | 930 000 $   | Dur (ext.)      | Andrei Chesnokov       | Petr Korda             | 3-6, 6-4, 6-3            |         |
| 49 | 29/07/1991 | Philips Austrian Open, Kitzbühel                                            | World Series           | 337 500 $   | Terre (ext.)    | Karel Nováček          | Magnus Gustafsson      | 7-62, 7-64, 6-2          |         |
| 50 | 29/07/1991 | Campionati Internazionali di San Marino, Saint-Marin                        | World Series           | 250 000 $   | Terre (ext.)    | Guillermo Pérez Roldán | Frédéric Fontang       | 6-3, 6-1                 |         |
| 51 | 29/07/1991 | Volvo Los Angeles Open, Los Angeles                                         | World Series           | 225 000 $   | Dur (ext.)      | Pete Sampras           | Brad Gilbert           | 6-2, 65-7, 6-3           |         |
| 52 | 05/08/1991 | Czechoslovak Open, Prague                                                   | World Series           | 305 000 $   | Terre (ext.)    | Karel Nováček          | Magnus Gustafsson      | 7-65, 6-2                |         |
| 53 | 05/08/1991 | Thriftway ATP Championships, Cincinnati                                     | Championship Series SW | 1 020 000 $ | Dur (ext.)      | Guy Forget             | Pete Sampras           | 2-6, 7-64, 6-4           |         |
| 54 | 12/08/1991 | GTE U.S. Men's Hard Court Championships, Indianapolis                       | Championship Series    | 825 000 $   | Dur (ext.)      | Pete Sampras           | Boris Becker           | 7-62, 3-6, 6-3           |         |
| 55 | 12/08/1991 | Volvo International, New Haven                                              | Championship Series    | 825 000 $   | Dur (ext.)      | Petr Korda             | Goran Ivanišević       | 6-4, 6-2                 |         |
| 56 | 19/08/1991 | Norstar Bank Hamlet Challenge Cup, Long Island                              | World Series           | 225 000 $   | Dur (ext.)      | Ivan Lendl             | Stefan Edberg          | 6-3, 6-2                 |         |
| 57 | 19/08/1991 | OTB International, Schenectady                                              | World Series           | 125 000 $   | Dur (ext.)      | Michael Stich          | Emilio Sánchez         | 6-2, 6-4                 |         |
| 58 | 26/08/1991 | US Open, Flushing Meadows                                                   | G. Chelem              | 3 099 300 $ | Dur (ext.)      | Stefan Edberg          | Jim Courier            | 6-2, 6-4, 6-0            | Tableau |
| 59 | 09/09/1991 | Brasilia Open, Brasilia                                                     | World Series           | 225 000 $   | Moquette (int.) | Andrés Gómez           | Javier Sánchez         | 6-4, 3-6, 6-3            |         |
| 60 | 09/09/1991 | Barclay Open, Genève                                                        | World Series           | 225 000 $   | Terre (ext.)    | Thomas Muster          | Horst Skoff            | 6-2, 6-4                 |         |
| 61 | 09/09/1991 | Grand Prix de Tennis Passing Shot, Bordeaux                                 | World Series           | 275 000 $   | Terre (ext.)    | Guy Forget             | Olivier Delaître       | 6-1, 6-3                 |         |
| 62 | 23/09/1991 | Davidoff Swiss Indoors, Bâle                                                | World Series           | 675 000 $   | Dur (int.)      | Jakob Hlasek           | John McEnroe           | 7-64, 6-0, 6-3           |         |
| 63 | 23/09/1991 | Campionati Internazionali di Sicilia, Palerme                               | World Series           | 270 000 $   | Terre (ext.)    | Frédéric Fontang       | Emilio Sánchez         | 1-6, 6-3, 6-3            |         |
| 64 | 23/09/1991 | Queensland Open, Brisbane                                                   | World Series           | 225 000 $   | Dur (ext.)      | Gianluca Pozzi         | Aaron Krickstein       | 6-3, 7-64                |         |
| 65 | 30/09/1991 | Grand Prix de Tennis de Toulouse, Toulouse                                  | World Series           | 260 000 $   | Moquette (int.) | Guy Forget             | Amos Mansdorf          | 6-2, 7-64                |         |
| 66 | 30/09/1991 | Athens Open, Athènes                                                        | World Series           | 125 000 $   | Terre (ext.)    | Sergi Bruguera         | Jordi Arrese           | 7-5, 6-3                 |         |
| 67 | 30/09/1991 | Australian Indoors Championships, Sydney                                    | Championship Series    | 750 000 $   | Dur (int.)      | Stefan Edberg          | Brad Gilbert           | 6-2, 6-2, 6-2            |         |
| 68 | 07/10/1991 | Seiko Super Tennis Tournament, Tokyo                                        | Championship Series    | 750 000 $   | Moquette (int.) | Stefan Edberg          | Derrick Rostagno       | 6-3, 1-6, 6-2            |         |
| 69 | 07/10/1991 | European Indoor Championships, Berlin                                       | World Series           | 260 000 $   | Moquette (int.) | Petr Korda             | Arnaud Boetsch         | 6-3, 6-4                 |         |
| 70 | 07/10/1991 | Riklis Classic, Tel Aviv                                                    | World Series           | 125 000 $   | Dur (ext.)      | Leonardo Lavalle       | Christo van Rensburg   | 6-2, 3-6, 6-3            |         |
| 71 | 14/10/1991 | CA-Tennis Trophy, Vienne                                                    | World Series           | 225 000 $   | Moquette (int.) | Michael Stich          | Jan Siemerink          | 6-4, 6-4, 6-4            |         |
| 72 | 14/10/1991 | Grand Prix de Tennis de Lyon, Lyon                                          | World Series           | 450 000 $   | Moquette (int.) | Pete Sampras           | Olivier Delaître       | 6-1, 6-1                 |         |
| 73 | 21/10/1991 | Stockholm Open, Stockholm                                                   | Championship Series SW | 840 000 $   | Moquette (int.) | Boris Becker           | Stefan Edberg          | 3-6, 6-4, 1-6, 6-2, 6-2  |         |
| 74 | 21/10/1991 | Almanara Cup, Guarujá                                                       | World Series           | 125 000 $   | Terre (ext.)    | Javier Frana           | Markus Zoecke          | 2-6, 7-61, 6-3           |         |
| 75 | 28/10/1991 | Open de Paris-Bercy, Paris                                                  | Championship Series SW | 1 650 000 $ | Moquette (int.) | Guy Forget             | Pete Sampras           | 7-69, 4-6, 5-7, 6-4, 6-4 |         |
| 76 | 28/10/1991 | Kolynos Cup, Buzios                                                         | World Series           | 147 500 $   | Terre (ext.)    | Jordi Arrese           | Jaime Oncins           | 1-6, 6-4, 6-0            |         |
| 77 | 04/11/1991 | Diet Pepsi Challenge, Birmingham                                            | World Series           | 450 000 $   | Moquette (int.) | Michael Chang          | Guillaume Raoux        | 6-3, 6-2                 |         |
| 78 | 04/11/1991 | Kremlin Cup, Moscou                                                         | World Series           | 297 000 $   | Moquette (int.) | Andrei Cherkasov       | Jakob Hlasek           | 7-62, 3-6, 7-65          |         |
| 79 | 04/11/1991 | Banespa Open, São Paulo                                                     | World Series           | 225 000 $   | Terre (ext.)    | Christian Miniussi     | Jaime Oncins           | 2-6, 6-3, 6-4            |         |
| 80 | 11/11/1991 | IBM ATP World Tour Championships, Francfort-sur-le-Main                     | Masters                | 2 250 000 $ | Moquette (int.) | Pete Sampras           | Jim Courier            | 3-6, 7-65, 6-3, 6-4      | Tableau |
| 81 | 09/12/1991 | Compaq Grand Slam Cup, Munich                                               | Masters (ITF)          | NC $        | Moquette (int.) | David Wheaton          | Michael Chang          | 7-5, 6-2, 6-4            |         |

### Double mixte
| No | Date       | Nom et lieu du tournoi         | Catégorie | Dotation    | Surface      | Vainqueurs                       | Finalistes                     | Score         |         |
| -- | ---------- | ------------------------------ | --------- | ----------- | ------------ | -------------------------------- | ------------------------------ | ------------- | ------- |
| 1  | 14/01/1991 | Ford Australian Open Melbourne | G. Chelem | 2 023 760 $ | Dur (ext.)   | Jo Durie Jeremy Bates            | Robin White Scott Davis        | 2-6, 6-4, 6-4 | Tableau |
| 2  | 27/05/1991 | Roland-Garros Paris            | G. Chelem | 3 481 550 $ | Terre (ext.) | Helena Suková Cyril Suk          | Caroline Vis Paul Haarhuis     | 3-6, 6-4, 6-1 | Tableau |
| 3  | 24/06/1991 | The Championships Wimbledon    | G. Chelem | 3 460 438 $ | Gazon (ext.) | Elizabeth Smylie John Fitzgerald | Natasha Zvereva Jim Pugh       | 7-64, 6-2     | Tableau |
| 4  | 26/08/1991 | US Open Flushing Meadows       | G. Chelem | 3 099 300 $ | Dur (ext.)   | Manon Bollegraf Tom Nijssen      | Arantxa Sánchez Emilio Sánchez | 6-2, 7-62     | Tableau |

### Compétitions par équipes
| | États-Unis | 1                          | -    | 3 | France |   |  |
| --- | ---------- | -------------------------- | ---- | - | ------ | - |  |
| Palais des Sports de Gerland, Lyon, France |            |                            |      |   |        |   |  |
| du 29 novembre au 1er décembre 1991 sur moquette (int.) |            |                            |      |   |        |   |  |
| \| 1 \| \| Andre Agassi \| 63 \| 6 \| 6 \| 6 \| \| \| 1 \| \| Guy Forget \| 7 \| 2 \| 1 \| 2 \| \| \| 2 \| \| Pete Sampras \| 4 \| 5 \| 4 \| \| \| \| 2 \| \| Henri Leconte \| 6 \| 7 \| 6 \| \| \| \| 3 \| \| Ken Flach - Robert Seguso \| 1 \| 4 \| 6 \| 2 \| \| \| 3 \| \| Guy Forget - Henri Leconte \| 6 \| 6 \| 4 \| 6 \| \| \| \| \| \| \| \| \| \| \| \| 4 \| \| Pete Sampras \| 6 \| 6 \| 3 \| 4 \| \| \| 4 \| \| Guy Forget \| 7 \| 3 \| 6 \| 6 \| \| \| \| \| \| \| \| \| \| \| \| 5 \| \| Andre Agassi \| non \| \| \| \| \| \| 5 \| \| Henri Leconte \| joué \| \| \| \| \| \| \| \| \| \| \| \| \| \| |            |                            |      |   |        |   |  |
| 1 |            | Andre Agassi               | 63   | 6 | 6      | 6 |  |
| 1 |            | Guy Forget                 | 7    | 2 | 1      | 2 |  |
| 2 |            | Pete Sampras               | 4    | 5 | 4      |   |  |
| 2 |            | Henri Leconte              | 6    | 7 | 6      |   |  |
| 3 |            | Ken Flach - Robert Seguso  | 1    | 4 | 6      | 2 |  |
| 3 |            | Guy Forget - Henri Leconte | 6    | 6 | 4      | 6 |  |
| |            |                            |      |   |        |   |  |
| 4 |            | Pete Sampras               | 6    | 6 | 3      | 4 |  |
| 4 |            | Guy Forget                 | 7    | 3 | 6      | 6 |  |
| |            |                            |      |   |        |   |  |
| 5 |            | Andre Agassi               | non  |   |        |   |  |
| 5 |            | Henri Leconte              | joué |   |        |   |  |
| |            |                            |      |   |        |   |  |

| 1 |  | Andre Agassi               | 63   | 6 | 6 | 6 |  |
| 1 |  | Guy Forget                 | 7    | 2 | 1 | 2 |  |
| 2 |  | Pete Sampras               | 4    | 5 | 4 |   |  |
| 2 |  | Henri Leconte              | 6    | 7 | 6 |   |  |
| 3 |  | Ken Flach - Robert Seguso  | 1    | 4 | 6 | 2 |  |
| 3 |  | Guy Forget - Henri Leconte | 6    | 6 | 4 | 6 |  |
|   |  |                            |      |   |   |   |  |
| 4 |  | Pete Sampras               | 6    | 6 | 3 | 4 |  |
| 4 |  | Guy Forget                 | 7    | 3 | 6 | 6 |  |
|   |  |                            |      |   |   |   |  |
| 5 |  | Andre Agassi               | non  |   |   |   |  |
| 5 |  | Henri Leconte              | joué |   |   |   |  |
|   |  |                            |      |   |   |   |  |

|  | Équipe 1    | Score | Équipe 2   |  |
|  | Yougoslavie | 3 – 0 | États-Unis |  |

| Ordre des matchs | Joueurs                       | Points au premier set | Points au second set | Points au troisième set |
| ---------------- | ----------------------------- | --------------------- | -------------------- | ----------------------- |
| 1                | Monica Seles                  | 6                     | 6                    |                         |
| 1                | Zina Garrison                 | 1                     | 1                    |                         |
|                  |                               |                       |                      |                         |
| 2                | Goran Prpić                   | 4                     | 6                    | 7                       |
| 2                | David Wheaton                 | 6                     | 3                    | 5                       |
|                  |                               |                       |                      |                         |
| 3 (sans enjeu)   | Monica Seles - Goran Prpić    | 8                     |                      |                         |
| 3 (sans enjeu)   | Zina Garrison - David Wheaton | 3                     |                      |                         |

|  | Équipe 1 | Score | Équipe 2    |  |
|  | Suède    | 2 – 1 | Yougoslavie |  |

| Ordre des matchs | Joueurs                            | Points au premier set | Points au second set | Points au troisième set |
| ---------------- | ---------------------------------- | --------------------- | -------------------- | ----------------------- |
| 1                | Magnus Gustafsson                  | 6                     | 3                    | 6                       |
| 1                | Goran Prpić                        | 2                     | 6                    | 4                       |
|                  |                                    |                       |                      |                         |
| 2                | Stefan Edberg                      | 6                     | 7                    |                         |
| 2                | Goran Ivanišević                   | 4                     | 5                    |                         |
|                  |                                    |                       |                      |                         |
| 3 (sans enjeu)   | Magnus Gustafsson - Stefan Edberg  | 6                     | 3                    | 4                       |
| 3 (sans enjeu)   | Goran Prpić - Slobodan Živojinović | 3                     | 6                    | 6                       |

## Informations statistiques
Les tournois sont listés par ordre chronologique.

### En simple
| Joueur        | Période                     | Semaines |
| Stefan Edberg | 7 janvier – 27 janvier 1991 | 4        |
| Boris Becker  | 28 janvier – 17 février     | 3        |
| Stefan Edberg | 18 février – 7 juillet      | 20       |
| Boris Becker  | 8 juillet – 8 septembre     | 9        |
| Stefan Edberg | 9 septembre – 23 décembre   | 16       |

| Joueur            | Nombre | Titre(s)                                                                  |
| Stefan Edberg     | 6      | Stuttgart Indoors, Tokyo, Queen's, US Open, Sydney Indoors, Tokyo Indoors |
| Guy Forget        | 6      | Sydney, Bruxelles, Cincinnati, Bordeaux, Toulouse, Paris-Bercy            |
| Michael Stich     | 4      | Wimbledon, Stuttgart, Schenectady, Vienne                                 |
| Karel Nováček     | 4      | Auckland, Hambourg, Kitzbühel, Prague                                     |
| Pete Sampras      | 4      | Los Angeles, Indianapolis, Lyon, Masters                                  |
| Emilio Sánchez    | 3      | Barcelone, Rome, Gstaad                                                   |
| Sergi Bruguera    | 3      | Estoril, Monte-Carlo, Athènes                                             |
| Magnus Gustafsson | 3      | Munich, Bastad, Hilversum                                                 |
| Ivan Lendl        | 3      | Philadelphie, Memphis, Long Island                                        |
| Jim Courier       | 3      | Indian Wells, Miami, Roland-Garros                                        |
| Boris Becker      | 2      | Open d'Australie, Stockholm                                               |
| Patrick Baur      | 2      | Guaruja 1, Séoul                                                          |
| Thomas Muster     | 2      | Florence, Genève                                                          |
| Jordi Arrese      | 2      | Madrid, Buzios                                                            |
| Petr Korda        | 2      | New Haven, Berlin                                                         |
| Andre Agassi      | 2      | Orlando, Washington, D.C.                                                 |

| Joueur | Début de carrière | Premier titre |
|        | ????              | tournoi       |

### En double
| Joueur | Nombre | Titre(s)           |
|        | ?      | liste des tournois |

| Joueur | Début de carrière | Premier titre |
|        | ????              | tournoi       |